# Thể chế chính trị nhà Triều Tiên
Thể chế chính trị nhà Triều Tiên được vận hành theo chế độ quan liêu tập quyền, dựa trên lý tưởng Nho giáo Tính Lý Học (성리학) làm nền tảng. Về lý thuyết, vua Triều Tiên là quân chủ chuyên chế, nhưng trên thực tế, quyền lực nhà vua và quyền hạn các quan lại thường xuyên được điều chỉnh thông qua sự căng thẳng và thỏa hiệp, từ đó phản ánh trong việc điều hành chính sự quốc gia.
Hệ thống chính trị này được hệ thống hóa trong Gyeongguk Daejeon (Kinh Quốc Đại Điển), quy định rõ ràng các chuẩn mực và cơ cấu của chế độ quan liêu.
Trong giai đoạn đầu nhà Triều Tiên, xung đột chính chủ yếu xoay quanh việc hình thành quyền lực giữa nhà vua và các quan đại thần. Từ giữa triều đại, sự xuất hiện của phái Sĩ lâm (사림파) dẫn đến sự phát triển hệ thống chính trị bè phái (붕당정치). Vào thời kỳ hậu kỳ, các cuộc tranh luận như tranh cãi Hồ-Lạc (호락논쟁) về sự hiểu biết khác nhau trong Tính Lý Học không chỉ giới hạn trong học thuật mà còn gắn kết với các mối quan hệ đảng phái và các vấn đề chính trị, tạo nên một bối cảnh chính trị độc đáo.

## Tổng quan
Nhà Triều Tiên về lý thuyết là một chế độ quân chủ chuyên chế, nơi nhà vua nắm giữ chủ quyền tuyệt đối. Tuy nhiên, trên thực tế, triều đại này mang đặc điểm của một xã hội quan liêu, trong đó các quan đại thần có ảnh hưởng mạnh mẽ. Dù nhà vua được tôn trọng như người có quyền lực tối cao, nhưng nếu không nhận được sự ủng hộ từ các quan đại thần hoặc thất bại trong việc kiểm soát triều đình, có thể xảy ra các cuộc đảo chính, âm mưu hay nổi loạn. Vì vậy, nhà vua phải tự kiềm chế, thương lượng với các quan đại thần để duy trì sự ổn định triều đình. Chế độ quan liêu này được duy trì thông qua tầng lớp quan liêu Sĩ Đại Phu (gồm chủ yếu là tầng lớp lưỡng ban), và được hệ thống hóa trong "Kinh Quốc Đại Điển".
Quyết định chính trị trong nhà Triều Tiên chủ yếu nằm trong khuôn khổ giai cấp, nơi chỉ tầng lớp lưỡng ban (sĩ đại phu) mới được tham gia. Tuy nhiên, dân thường vẫn có một số phương thức bày tỏ ý kiến của mình. Những phương thức này bao gồm:
- Chế độ Tân Văn Cổ (신문고): Người dân có thể trực tiếp trình bày oan khuất của mình thông qua một chiếc trống đặt trước hoàng cung.
- Kích tranh (격쟁): Khi vua đi tuần, người dân có thể đánh chiêng hoặc trống để trực tiếp thỉnh nguyện.
- Viết các ý kiến hoặc yêu cầu lên bích thư (벽서) và công khai dán lên nơi công cộng.

Trong những trường hợp cực đoan, các cuộc nổi dậy quần chúng (dân biến) cũng diễn ra.
Tuy nhiên, ngoại trừ các cơ chế trên, phần lớn dân thường và tầng lớp hạ lưu bị hạn chế nghiêm ngặt về quyền tham gia chính trị. Đặc biệt, nô bộc (nô tỳ) bị cấm kiện cáo chủ nhân, vì điều này được coi là tội "phạm thượng". Ngoài ra, dân thường hoặc các hương lại (quan lại cấp thấp) ở địa phương cũng bị ngăn cản trong việc tố cáo quan chức được triều đình phái đến cai quản. Những cấu trúc áp bức này đã giới hạn nghiêm ngặt tiếng nói chính trị từ tầng lớp hạ lưu, làm nổi bật những giới hạn về giai cấp trong hệ thống chính trị Triều Tiên.

### Quyền lực quân chủ và quyền hạn quan lại
Ngay từ khi thành lập, nhà Triều Tiên đã đặt trọng tâm vào sự căng thẳng và điều chỉnh giữa quyền lực nhà vua (vương quyền) và quyền lực các đại thần (thần quyền). Mặc dù nhà vua có ý định cai trị với tư cách là một quân chủ chuyên chế, nhưng những nhân vật như Trịnh Đạo Truyền cùng nhóm Sĩ Đại Phu mới nổi đã thiết kế hệ thống chính trị nhằm kiểm soát quyền lực nhà vua và thúc đẩy chế độ chính trị tập trung vào vai trò tể tướng. Cấu trúc này dẫn đến sự căng thẳng kéo dài giữa vương quyền và thần quyền, làm nên lịch sử chính trị nhà Triều Tiên như một chuỗi những cuộc thỏa hiệp và xung đột liên tục.
Mậu Dần tĩnh xã (왕자의난) xảy ra khi Trịnh Đạo Truyền tìm cách củng cố quyền lực tể tướng, dẫn đến sự xung đột với vua Thái Tông, người muốn tăng cường vương quyền. Tương tự, việc Thế Tổ tiếm ngôi cũng xuất phát từ mâu thuẫn giữa vương quyền và thần quyền. Trong giai đoạn trung kỳ, các sự kiện như Trung Tông phản chính (중종반정), Nhân Tổ phản chính (인조반정) là những ví dụ điển hình khi các quan lại chủ động phế truất vua và đưa người mới lên ngôi. Những sự kiện này làm suy yếu vương quyền khi nhà vua phải phụ thuộc vào sự hỗ trợ từ các công thần đã thực hiện cuộc phản chính, dẫn đến tình trạng quyền lực nhà vua bị hạn chế.
Từ giữa triều đại Joseon, quyền lực nhà vua suy giảm rõ rệt, hình thành xu thế "quân nhược thần cường" (군약신강 – vua yếu, quan mạnh). Tuy nhiên, điều này không đồng nghĩa với sự sụp đổ quốc gia. Trái lại, chính trị đảng phái (bungdang) phát triển, đóng vai trò điều tiết các mâu thuẫn giữa các phe phái chính trị và ngăn ngừa những bất ổn lớn. Nhà vua trong giai đoạn này giữ vai trò như một trọng tài, tận dụng sự đối lập giữa các phe phái để củng cố vị thế của mình.
Đến cuối triều đại Joseon, mối quan hệ giữa vương quyền và thần quyền trở nên phức tạp hơn, vượt ra khỏi phạm vi tranh giành quyền lực đơn thuần để mở rộng sang các cuộc tranh luận chính trị, học thuật và xã hội. Chính sự căng thẳng này không chỉ là động lực chính của hệ thống chính trị Triều Tiên, mà còn góp phần duy trì sự ổn định trong vận hành quốc gia.

### Đảng phái
Từ giữa triều đại Triều Tiên, phái Sĩ Lâm (사림파) trỗi dậy đã đánh dấu một giai đoạn mới trong chính trị, với sự hình thành các đảng phái (붕당). Ban đầu, Sĩ Lâm phái đối đầu với phái Huân Cựu (훈구파) và chịu nhiều tổn thất qua các sự kiện như Tứ Đại Sĩ Họa (사화). Tuy nhiên, cuối cùng, Sĩ Lâm phái đã loại bỏ Huân Cựu phái và trở thành lực lượng chính trị trung tâm trong nhà Triều Tiên. Từ đây, nội bộ Sĩ Lâm phái phân hóa thành các đảng Đông Nhân (동인) và Tây Nhân (서인), sau đó tiếp tục chia thành Nam Nhân (남인), Bắc Nhân (북인), Lão Luận (노론), và Thiếu Luận (소론). Đến thời vua Anh Tổ (영조), vụ án Trang Hiến Thế tử (사도세자) đã khiến Tích phái (벽파) và Thời phái (시파) đối đầu gay gắt.
Sự hình thành các đảng phái không chỉ đơn thuần là cuộc tranh giành quyền lực trong triều đình, mà còn xuất phát từ số lượng quan chức cố định trong khi tầng lớp lưỡng ban ngày càng tăng, dẫn đến sự cạnh tranh khốc liệt về chức vụ. Ngoài ra, quan điểm trái ngược trong cách triển khai các chính sách quan trọng cũng làm nảy sinh mâu thuẫn. Một nguyên nhân quan trọng khác là sự suy yếu dần quyền lực hoàng gia. Các vị vua được đưa lên nhờ các cuộc đảo chính thường không thể phớt lờ ảnh hưởng từ các công thần. Thêm vào đó, sau những biến cố lớn như Nhật Bản xâm lược (Nhâm Thìn Oa loạn), và chiến tranh với nhà Thanh (Đinh Mão Hồ loạn, Bính Tí Hồ loạn) đòi hỏi sự hợp tác giữa nhà vua và quan lại để ổn định lòng dân, tạo điều kiện để chính trị đảng phái phát triển.
Từ giữa triều đại, vai trò nhà vua chuyển từ người lãnh đạo toàn diện sang người điều phối các xung đột giữa các đảng phái. Vua Túc Tông (숙종) sử dụng Hoán cục Chính trị (환국정치), luân phiên thay đổi sự ủng hộ giữa các đảng để duy trì quyền lực. Vua Anh Tổ (영조) và Vua Chính Tổ (정조) thực hiện chính sách Đãng Bình sách (탕평책), nhằm giảm bớt sự đối đầu giữa các đảng phái. Mặc dù có ý nghĩa nhất định trong việc làm dịu mâu thuẫn, chính sách này không thể giải quyết triệt để các vấn đề.
Đến cuối nhà Triều Tiên, chính trị đảng phái suy yếu và nhường chỗ cho chính trị thế tộc (세도정치). Quyền lực tập trung vào một số dòng tộc lớn như gia tộc họ Kim ở Andong (안동김씨), khiến hệ thống chính trị mất đi chức năng cân bằng và kiểm soát. Hệ quả là chính quyền rơi vào tình trạng tham nhũng và trì trệ. Đồng thời triều đình không đủ năng lực đối phó với những thách thức nội tại và ngoại xâm, dẫn đến sự suy yếu quốc gia trong thời kỳ hiện đại hóa.
Ban đầu, chính trị bè phái bị chỉ trích mạnh mẽ vì làm xói mòn mối quan hệ giữa quân chủ và quan lại. Tuy nhiên, về sau, quan điểm đã thay đổi khi người ta phân biệt giữa các "bè phái quân tử" (군자당) và "bè phái tiểu nhân" (소인당), qua đó hợp lý hóa sự tồn tại các bè phái. Ngoài ra, hệ thống đảng phái giúp hạn chế quyền lực chuyên chế, tạo điều kiện cho một hình thức cân bằng quyền lực. Dù có nhiều mâu thuẫn, các đảng phái đã điều chỉnh lợi ích chính trị để duy trì sự liên tục và ổn định trong hệ thống chính trị.

### Dân chúng
Tư tưởng chính trị nhà Triều Tiên đặt nền tảng dân chúng là gốc rễ của quốc gia. Trịnh Đạo Truyền, trong tác phẩm Triều Tiên Kinh Quốc Điển (조선경국전), đã nhấn mạnh rằng "Quân chủ dựa vào dân chúng". Tư tưởng trị quốc bằng đạo đức của Tính Lý Học (성리학) cũng tập trung vào việc giáo hóa dân chúng. Tuy nhiên, trong thực tế, dân chúng không được tham gia vào quá trình đưa ra quyết định chính trị, vốn bị độc quyền bởi tầng lớp quan lại. Dù vậy, cơ cấu chính trị Triều Tiên không chỉ giới hạn trong chế độ quân chủ chuyên chế mà thể hiện sự tương tác phức tạp giữa bộ máy quan lại và công luận (공론).
Công luận dưới nhà Triều Tiên chủ yếu được dẫn dắt bởi các Nho sĩ ngoài triều đình, gọi là Sơn Lâm (산림), những người có ảnh hưởng đến chính trị quan lại. Đến thời kỳ hậu kỳ, sự xáo trộn trong hệ thống đẳng cấp dẫn đến việc một số dân thường đạt được địa vị Lưỡng ban (양반). Họ sử dụng các tổ chức tự quản như hương ước (향약) hoặc Hội (계) để đưa ra ý kiến chính trị, phản ánh tiếng nói tầng lớp dân chúng trong một phạm vi nhất định. Dù chưa thể đạt đến một xã hội hiện đại, hệ thống chính trị Triều Tiên đã thể hiện sự đa dạng về cấu trúc, không hoàn toàn là chế độ quân chủ chuyên chế tuyệt đối của giới quý tộc.
Từ thời đầu nhà Triều Tiên, chế độ Tân Văn Cổ (신문고), một loại chuông kêu oan, cho phép dân chúng trình bày nỗi oan khuất. Tuy nhiên, thực tế, hệ thống này thường được sử dụng để củng cố quyền lực của nhà vua hơn là giải quyết các vấn đề của dân. Đến thời kỳ cuối nhà Triều Tiên, một phương thức bày tỏ ý kiến trực tiếp hơn, gọi là Kích tranh (격쟁) đã xuất hiện. Hình thức trực tiếp kêu oan khi vua đi tuần. Vua Anh Tổ chính thức thừa nhận tính hợp pháp phương thức này. Các bản ghi chép thời Chính Tổ và Thuần Tổ cho thấy dân chúng thường yêu cầu miễn giảm thuế, miễn lao dịch hoặc giải quyết vấn đề hôn nhân thông qua Kích tranh.
Dù có các kênh bày tỏ ý kiến, việc ra quyết định vẫn nằm trong tay tầng lớp quan lại, nên không thể đáp ứng đầy đủ mọi yêu cầu từ dân chúng. Trong những trường hợp không thể bày tỏ ý kiến qua các kênh chính thức, người dân viết các thư tố cáo nặc danh bích thư (벽서) và dán ở nơi công cộng. Khi bất mãn lên đến đỉnh điểm, họ có thể tổ chức các cuộc nổi dậy (민란). Trong các cuộc nổi dậy, triều đình thường cử Án sát sứ (안찰사) đến đối thoại. Người đứng đầu khởi nghĩa (장두) chịu trách nhiệm truyền đạt yêu cầu và đảm bảo an toàn cho lực lượng. Điều này cho thấy ngay cả trong sự đối đầu, vẫn tồn tại yếu tố đàm phán và tổ chức.
Khởi nghĩa nông dân Nhâm Tuất (임술농민봉기), cho thấy dân chúng đã sử dụng các tổ chức tự trị địa phương như hương hội (향회) để làm cơ quan ra quyết định sau khi khởi nghĩa, minh chứng cho sự tồn tại một hình thức tổ chức chính trị độc lập trong dân chúng. Điều này chứng minh rằng các cuộc khởi nghĩa không chỉ là hành động bạo lực, mà còn thể hiện tổ chức tự quản có hệ thống, nhằm truyền đạt yêu cầu một cách hiệu quả.

## Tư tưởng
Tư tưởng chính thức nhà Triều Tiên là Tính Lý học (성리학), một nhánh từ Nho giáo. Tính Lý học không chỉ là hệ tư tưởng dẫn dắt chính trị mà còn trở thành nền tảng đạo đức, được coi là "đạo học" (도학) duy nhất, và xã hội của Triều Tiên. Ngay cả các vị vua Triều Tiên cũng phải học tập và thực hành các giá trị này, với việc thường xuyên tham gia các buổi thảo luận kinh điển Nho giáo (Kinh Diên, 경연) để tích hợp tư tưởng Tính Lý học vào việc trị quốc.
Nhà Triều Tiên mạnh mẽ bác bỏ các nhánh tư tưởng khác như Dương Minh học (양명학) và Huấn Cố học (훈고학). Tư tưởng ngoài Tính Lý học bị xem là "tà đạo", và những người ủng hộ chúng thường bị quy chụp là Tư Văn Loạn Tặc (사문난적), dẫn đến sự bài trừ cả về mặt chính trị và xã hội. Mặc dù có một số học giả vào cuối nhà Triều Tiên, đặc biệt trong phong trào thực học (실학), nỗ lực khám phá lại các học thuyết như Dương Minh học, nhưng những ý tưởng này không được chính thức chấp nhận mà chỉ tồn tại như một bộ phận nhỏ trong học thuật.
Các cuộc tranh luận tư tưởng trong nhà Triều Tiên diễn ra trên cơ sở coi Tính Lý học là chân lý. Từ đó, các nhánh học thuật phân hóa và kết nối chặt chẽ với các phe phái chính trị. Chủ lý phái (주리파) và Nam Nhân (남인) nhấn mạnh tầm quan trọng của lý (理) trong triết học Tính Lý học. Chủ khí phái (주기파) và Tây Nhân (서인) tập trung vào khái niệm khí (氣), nhấn mạnh yếu tố thực tiễn hơn trong triết học. Các mối liên hệ này làm cho các cuộc tranh luận học thuật thường có tác động trực tiếp đến cục diện chính trị.
Một trong những cuộc tranh luận học thuật nổi bật nhất trong lịch sử Triều Tiên là Hồ Lạc luận tranh, liên quan đến vấn đề triết học về sự giống và khác nhau giữa bản chất con người và động vật. Hồ Luận (호론) nhấn mạnh sự khác biệt căn bản giữa con người và động vật, phù hợp với trật tự xã hội tôn ti nghiêm ngặt. Lạc Luận (낙론) ủng hộ sự tương đồng giữa con người và động vật, thể hiện tư duy cởi mở hơn. Cuộc tranh luận không chỉ đơn thuần là học thuật mà còn gắn bó mật thiết với các phe phái chính trị và ảnh hưởng đến sự phân cực trong triều đình.
Tính Lý học đã định hình toàn diện chính trị, xã hội và văn hóa Triều Tiên, đóng vai trò là nguyên tắc cốt lõi trong quản trị quốc gia và duy trì ổn định xã hội. Tuy nhiên, việc triều đình độc tôn tư tưởng này cũng làm suy giảm tính đa dạng trong học thuật và tư tưởng, dẫn đến những hạn chế nghiêm trọng như củng cố hệ thống đẳng cấp và đạo đức để duy trì sự ổn định xã hội, thiếu khả năng thích ứng với thay đổi xã hội và kinh tế đặc biệt khi đối mặt với những thách thức thời kỳ cuối nhà Triều Tiên.
Sự xuất hiện Thực học vào cuối nhà Triều Tiên là một nỗ lực để vượt qua những hạn chế Tính Lý học. Thực học tập trung vào cải cách thực tiễn, chú trọng kinh tế, quản lý đất đai và tổ chức xã hội. Tuy nhiên, các đề xuất cải cách từ thực học thường bị giới hạn trong khuôn khổ Tính Lý học, khiến chúng không thể tác động đáng kể đến cấu trúc chính trị và xã hội.

## Chính sách

### Kinh Quốc Đại Điển
Nhà Triều Tiên thiết lập cơ sở pháp lý và hành chính dựa trên Kinh Quốc Đại Điển (경국대전), một bộ luật tổng hợp và quy phạm hóa các nguyên tắc quản lý nhà nước. Vua Thái Tổ Lý Thành Quế lên ngôi với danh nghĩa được nhường ngôi từ vua Cung Nhượng Vương (공양왕) của nhà Cao Ly. Tên quốc hiệu "Triều Tiên" được chọn sau khi tham khảo ý kiến từ nhà Minh (明). Mặc dù Triều Tiên là một triều đại mới, nhưng các chế độ và hệ thống ban đầu vẫn chịu ảnh hưởng nặng nề từ Cao Ly, bởi tầng lớp quan lại tân tiến (신진사대부) đã bắt đầu cải cách hệ thống từ cuối triều Cao Ly, đặc biệt dưới thời vua Cung Mẫn Vương (공민왕).
Trịnh Đạo Tuyền (정도전), một trong những nhân vật quan trọng thời khai quốc, đã viết Triều Tiên Kinh Quốc Điển (조선경국전), đặt nền tảng lý luận cho việc quản lý quốc gia dựa trên tư tưởng Tân Nho học. Tuy nhiên, trong giai đoạn đầu nhà Triều Tiên, các hệ thống hành chính vẫn mang đậm dấu ấn từ Cao Ly. 
- Thời kỳ Thái Tổ - Thái Tông: Hệ thống chính trị xoay quanh Nghị Chính Phủ (의정부), kế thừa từ cơ cấu Thượng Thư Tỉnh của Cao Ly. Tuy nhiên, vua Thái Tông đã đưa ra chính sách Lục Tào Trực Khải Chế (육조직계제), cho phép nhà vua trực tiếp kiểm soát các tào.
- Thời kỳ Thế Tổ - Thành Tông: Vua Thế Tổ đã tiến hành cải tổ toàn diện nhằm củng cố quyền lực hoàng gia. Những cải cách này đạt được thành tựu lớn dưới thời vua Thành Tông, khi Kinh Quốc Đại Điển được hoàn thành.

Kinh Quốc Đại Điển là một bộ pháp điển toàn diện, hệ thống hóa các quy phạm về hành chính, quân sự, luật pháp, tài chính và nghi lễ quốc gia. Đây là cơ sở pháp lý để triều đình Triều Tiên điều hành quốc gia, đồng thời cũng phản ánh hệ tư tưởng Tính Lý học làm nền tảng. Sau khi Kinh Quốc Đại Điển được ban hành, nó tiếp tục được bổ sung qua các bộ pháp điển khác như Tục Đại Điển (속대전) và Đại Điển Hội Thông (대전회통) thời Anh Tổ và Cao Tông, nhằm thích ứng với những thay đổi từng thời kỳ. Bộ pháp điển này vẫn duy trì vai trò nền tảng trong hệ thống chính trị Triều Tiên cho đến cuộc cải cách Giáp Ngọ (갑오경장) năm 1894, khi hệ thống cũ bị thay thế bởi những cải cách hiện đại hóa.

### Quan lại
Hệ thống quan lại nhà Triều Tiên được xây dựng để quản lý một chính thể tập quyền, vận hành qua đội ngũ quan lại nhằm đảm bảo hoạt động hành chính và chính trị quốc gia. Đây là một phần trong nỗ lực hiện thực hóa lý tưởng chính trị Nho giáo, vốn được xem là tư tưởng quốc gia của triều đại.
Có 3 hình thức tuyển chọn quan lại:
- Khoa cử (과거제): đây là hình thức tuyển chọn chính. Khoa cử được chia thành ba loại: Văn khoa (문과), Võ khoa (무과) và Tạp khoa (잡과). Trong đó, Văn khoa là con đường chính để đạt được các chức vụ cao. Văn khoa kiểm tra hiểu biết về kinh điển Nho giáo và khả năng viết văn chương. Võ khoa ngoài kinh điển còn yêu cầu kiểm tra thực hành binh pháp và võ thuật. Tạp khoa tuyển dụng quan chức kỹ thuật, gồm các lĩnh vực như y học, thiên văn học và toán học.
- Âm thư (음서): Chế độ đặc quyền dành cho con cháu hoàng tộc hoặc công thần, cho phép bổ nhiệm quan chức không qua thi cử. Trong giai đoạn đầu Triều Tiên, chế độ này được sử dụng rộng rãi, nhưng về sau chỉ được áp dụng hạn chế.
- Tiến cử (천거): Một phương thức song song với khoa cử, cho phép quan chức cao cấp tiến cử những người có đức hạnh và học thức để bổ nhiệm vào các chức vụ.

Có hai loại quan chức, Văn ban (문반) và Võ ban (무반). Văn ban là các quan chức chịu trách nhiệm về hành chính và chính trị, có nền tảng học vấn dựa trên kinh điển Nho giáo. Các quan văn thường xuất thân từ Văn khoa, giữ vai trò cốt lõi trong bộ máy hành chính trung ương và địa phương. Võ ban là các quan chức quân sự, chịu trách nhiệm quốc phòng và an ninh. Võ ban được tuyển chọn thông qua Võ khoa, với yêu cầu về kiến thức binh pháp và kỹ năng võ thuật. Ban đầu, thuật ngữ Lưỡng ban (양반) bao gồm cả Văn ban và Võ ban, nhưng dần trở thành một tầng lớp đặc quyền trong xã hội, gọi chung là tầng lớp quý tộc. Tầng lớp lưỡng ban có lợi thế lớn trong việc tiếp cận giáo dục và chuẩn bị cho khoa cử, nhờ đó đảm bảo địa vị trong hệ thống quan liêu. 

### Chế độ khoa cử
Chế độ khoa cử của triều đại Joseon được xây dựng nhằm tuyển chọn quan lại cho bộ máy nhà nước, bao gồm ba hình thức chính: Văn khoa (문과), Võ khoa (무과) và Tạp khoa (잡과). Dù hướng đến lý tưởng tuyển chọn dựa trên tài năng, hệ thống này lại bộc lộ nhiều hạn chế do ảnh hưởng của chế độ đẳng cấp, sự phân biệt địa phương và hạn chế về số lượng quan chức.
Văn khoa được phân chia thành Tiểu khoa (소과), chuyên tuyển chọn Sinh viên (생원) và Tiến sĩ (진사), và Đại khoa (대과), nhằm tuyển chọn quan lại. Trong khi đó, Võ khoa không có kỳ thi sơ tuyển tương đương Tiểu khoa, mà trực tiếp tổ chức kỳ thi chính, thường trùng thời điểm với Đại khoa của Văn khoa. Các kỳ thi Đại khoa chính thức, gọi là Thực niên thi (식년시), được tổ chức 3 năm một lần, ngoài ra còn có các kỳ thi không định kỳ khác.
Đối với Văn khoa, kỳ thi đầu tiên mà thí sinh phải vượt qua là Sơ thi (초시). Thí sinh đỗ Sơ thi được phép tham gia Sinh viên thi (생원시) và Tiến sĩ thi (진사시). Thời kỳ đầu nhà Triều Tiên, Sinh viên và Tiến sĩ không có sự phân biệt rõ ràng, nhưng về sau, việc đỗ Sinh viên trước rồi thi Tiến sĩ trở thành thông lệ. Sinh viên thi chủ yếu kiểm tra kiến thức về kinh điển Nho giáo, trong khi Tiến sĩ thi tập trung vào viết luận về các vấn đề thực tiễn. Người đỗ các kỳ thi này thường được gọi là Sinh viên, Tiến sĩ, và được xã hội kính trọng, đóng vai trò như những nhân vật có ảnh hưởng tại địa phương.
Đại khoa, về nguyên tắc, yêu cầu thí sinh phải đỗ Sinh viên hoặc Tiến sĩ thi và học tại Thành Quân Quán (성균관) trong một thời gian nhất định. Tuy nhiên, ngay từ thời kỳ đầu triều đại, quy định này không được tuân thủ nghiêm ngặt. Ban đầu, triều đình khuyến khích phát triển Thành Quân Quán, nhưng dần dần nơi đây bị coi là nơi học tập dành cho những sĩ tử không có gia thế. Dù có sức chứa tối đa 200 người vào đầu Triều Tiên, Thành Quân Quán chỉ còn 75 chỗ vào cuối Triều Tiên do ngân sách hạn chế.
Người đỗ Đại khoa, gọi là Cấp chế giả (급제자), được cấp tư cách để bổ nhiệm quan chức. Tuy nhiên, số lượng chức vụ thực tế rất hạn chế, dẫn đến việc nhiều người phải chờ đợi rất lâu, hoặc thậm chí không bao giờ được bổ nhiệm. Việc bổ nhiệm người đỗ đại khoa, nếu là trạng nguyên (장원) thường được bổ nhiệm vào chức Tòng lục phẩm, còn các trường hợp khác do Lại tào (이조) phân bổ.
Nhà Triều Tiên phân bổ số lượng người đỗ kỳ thi theo từng vùng. Tuy nhiên, các tỉnh phía Bắc như Bình An và Hàm Kính thường có số lượng rất ít, dẫn đến câu nói: "Ở phương Bắc không có quý tộc". Sự phân biệt đối xử với khu vực phía Tây Bắc, đặc biệt là tỉnh Bình An, trở thành vấn đề xã hội lớn vào cuối Triều Tiên.
Võ khoa ban đầu kiểm tra lý thuyết binh pháp và kỹ năng võ thuật. Đến cuối triều đại, phần thi kinh điển Nho giáo được thêm vào vì lý do Võ quan cũng cần hiểu biết về lý thuyết Nho giáo. Kỳ Sơ thi Võ khoa thường được tổ chức vào mùa thu năm trước kỳ Thực niên thi. Kỳ thi chính Võ khoa bao gồm cả lý thuyết và thực hành. Võ khoa không giới hạn đối tượng tham gia, ngay cả người thuộc tầng lớp thấp cũng có thể dự thi, nhưng trên thực tế, phần lớn thí sinh là quan lại quý tộc. Mặc dù chỉ tiêu đỗ là 28 người, số lượng thực tế thường vượt xa con số này.
Dù một số chức vụ hành chính địa phương được giao cho Võ quan, Văn khoa vẫn được trọng dụng hơn. Võ quan, dù là tầng lớp quý tộc, thường không được bổ nhiệm chính thức mà hoạt động tại địa phương với danh hiệu Tiên đạt (선달). Triều Tiên vận hành một hệ thống quan lại ưu tiên Văn khoa, với cấp bậc cao nhất là Chính nhất phẩm, trong khi Võ khoa chỉ đạt đến Chính tam phẩm, cấp thấp hơn.
Khác với Văn khoa và Võ khoa, Tạp khoa là các kỳ thi được tổ chức để tuyển dụng các chuyên gia thực hành, như phiên dịch viên, y sĩ, hay thiên văn quan. Những người đỗ Tạp khoa dần tạo thành một tầng lớp xã hội trung lưu. Tương tự Văn khoa, từ giữa triều đại Triều Tiên, việc đỗ Tạp khoa cũng tập trung chủ yếu vào một số ít gia tộc, dẫn đến hiện tượng độc quyền.

### Phẩm hàm và thăng chức
Quan lại được bổ nhiệm thông qua kỳ thi khoa cử hoặc các con đường khác được phong từ Tòng Cửu phẩm đến Chính Nhất phẩm. Hệ thống phẩm hàm gồm 18 bậc, chia thành phẩm bậc "Chính" và "Tòng." Trong đó, các quan Chính Tam phẩm trở lên được gọi là Đường thượng quan (당상관), còn các quan dưới cấp này gọi là Đường hạ quan (당하관). Đường thượng quan được quyền ngồi trên ghế giao ỷ (교의) tại triều đình để tham gia bàn luận chính sự (조의).
Mặt khác, nếu được phân công làm việc ở kinh đô, chức vụ được gọi là Kinh quan chức (경관직); còn nếu được bổ nhiệm ra các địa phương, thì gọi là Ngoại quan chức (외관직). Kinh quan chức chủ yếu tập trung tại Nghị Chính Phủ (의정부), Lục tào (육조), và các cơ quan khác; trong khi Ngoại quan chức được phân công theo các đơn vị hành chính địa phương. Trừ Đường thượng quan và một số chức vụ đặc biệt, các chức vụ thuộc Kinh quan chức và Ngoại quan chức đều có nhiệm kỳ quy định.
Đối với Kinh quan chức, quan cấp Lục phẩm sẽ được thăng chức và chuyển đổi vị trí sau 900 ngày, quan Thất phẩm sau 450 ngày. Đối với Ngoại quan chức, các quan phủ, huyện (현,군) giữ chức Thủ lệnh (수령) có nhiệm kỳ tối đa 5 năm; các quan Giám sát ty (감찰사) tại các đạo (도) có nhiệm kỳ 1 năm. Nhiều quan lại cấp thấp không nhận được lương chính thức từ triều đình, được gọi là Vô lộc quan (무록관), tức là không được nhà nước cấp bổng lộc. Tuy nhiên, nguyên tắc quy định rằng sau 1 năm, họ sẽ được thăng cấp lên vị trí có bổng lộc.

## Bộ máy cai trị
Bộ máy cai trị nhà Triều Tiên được tổ chức chặt chẽ, từ nhà vua ở vị trí tối cao đến tầng lớp quan lại địa phương. Hệ thống cai trị này được chia thành hai nhóm: Kinh quan chức (경관직) dành cho các quan làm việc tại kinh đô, và Ngoại quan chức (외관직) cho các quan làm việc tại địa phương. Dựa trên nhiệm vụ cụ thể, bộ máy cai trị còn được phân thành: cơ quan trực thuộc nhà vua, cơ quan thuộc Nghị Chính Phủ, và cơ quan hành chính địa phương.
Các cơ quan trực thuộc nhà vua chịu trách nhiệm quản lý hoàng gia, thực thi mệnh lệnh và bảo vệ nhà vua, bao gồm Tông Thân Phủ (종친부) quản lý hoàng thân và các dòng họ ngoại thích. Đôn Ninh Phủ (돈녕부), Trung Huân Phủ (충훈부), và Nghi Tân Phủ (의빈부) quản lý công thần và các vấn đề liên quan đến ngoại thích. Thừa Chính Viện (승정원) cơ quan thư ký hoàng gia, truyền đạt mệnh lệnh nhà vua. Trung Xu Phủ (중추부) phụ trách binh quyền. Nghĩa Cấm Phủ (의금부) cơ quan tư pháp đặc biệt, xử lý các vụ án quan trọng. Ngũ Vệ Đô Tổng Phủ (오위도총부) và Huấn Luyện Đô Giám (훈련도감) quân đội thường trực trung ương. Nội Cấm Vệ (내금위) và Kiêm Tư Bộc (겸사복) đội cận vệ bảo vệ nhà vua. Tư Hiến Phủ (사헌부) và Tư Gián Viện (사간원) các cơ quan giám sát và cố vấn. Khuê Chương Các (규장각) thư viện hoàng gia, nơi lưu trữ sách vở và tài liệu quốc gia.
Các cơ quan thực thi chính sách triều đình gồm Lại tào (이조) quản lý nhân sự và bổ nhiệm quan chức. Hộ tào (호조) quản lý tài chính và thuế. Lễ tào (예조) phụ trách giáo dục, lễ nghi, và các nghi thức tôn giáo. Binh tào (병조) quản lý quân sự. Hình tào (형조) quản lý tư pháp và pháp luật. Công tào (공조) phụ trách xây dựng và công trình. Sáu cơ quan này được gọi chung là Lục tào do Nghị Chính Phủ quản lý.
Triều Tiên được chia thành tám đạo (팔도), mỗi đạo có một Quan Sát Sứ (관찰사) chịu trách nhiệm quản lý. Ở những khu vực có giá trị quân sự hoặc hành chính đặc biệt, như Đô Hộ Phủ (도호부), chính quyền được thiết lập để quản lý riêng. Đặc biệt, đảo Giang Hoa (강화도) được coi là nơi ẩn náu ưu tiên của nhà vua trong trường hợp chiến tranh, vì vậy được quản lý nghiêm ngặt.

## Cải tổ bộ máy

### Thời kỳ đầu Triều Tiên
Ngay sau khi vua Thải Tổ lên ngôi, hệ thống chính quyền được ban bố vẫn giữ nguyên như thời Cao Ly. Công việc chính trị cấp cao nhất trung ương do Đô Bình Nghị Sứ Ty (도평의사사) cơ quan quản lý tối cao, Môn Hạ Phủ (문하부) đảm nhiệm giám sát và can gián, Tam Sự (삼사) quản lý tài chính, và Trung Thư Viện (중추원) phụ trách quân sự và truyền chỉ. Trong khi đó, Lục tào (육조) chỉ là các cơ quan thực thi, có quyền hạn hạn chế so với sau này.
Năm 1400 (thời vua Định Tông) cải cách lớn về hệ thống chính quyền lần đầu tiên được thực hiện kể từ khi Triều Tiên được thành lập. Đô Bình Nghị Sứ Ty (도평의사사) được đổi thành Nghị Chính Phủ (의정부), quyền kiểm soát quân sự của Trung Thư Viện được chuyển giao cho Tam Quân Phủ (삼군부), và quyền truyền đạt chiếu chỉ nhà vua được giao cho cơ quan mới lập là Thừa Chính Viện (승정원). Đồng thời, những người giữ chức trong Tam Quân Phủ không được kiêm nhiệm chức vụ trong Nghị Chính Phủ, nhằm phân tách quyền lực chính trị và quân sự.
Năm sau, 1401 (Thái Tông năm thứ nhất), Môn Hạ Phủ (문하부) bị bãi bỏ và sáp nhập vào Nghị Chính Phủ. Quyền can gián của Lang Xá (낭사) thuộc Môn Hạ Phủ được giao cho cơ quan mới là Tư Gián Viện (사간원), kết hợp với Tư Hiến Phủ (사헌부) để đảm nhận vai trò Đài Gián (대간), giám sát và can gián. Ngoài ra, Tam Sự được đổi tên thành Tư Bình Phủ (사평부), Tam Quân Phủ đổi thành Thừa Xu Phủ (승추부), và Nghệ Văn Xuân Thu Quán (예문춘추관) được chia thành Nghệ Văn Quán (예문관) và Xuân Thu Quán (춘추관).
Năm 1405, một cuộc cải cách lớn khác diễn ra. Tư Bình Phủ (사평부) bị bãi bỏ và các nhiệm vụ cơ quan này được sáp nhập vào Hộ tào (호조). Trung Thư Viện, cơ quan kế thừa của Trung Xu Phủ (중추부), cũng bị bãi bỏ. Công việc quân sự được giao cho Bình tào (병조), còn việc truyền đạt chiếu chỉ được giao cho cơ quan mới thành lập là Đại Ngôn (대언).
Kể từ đó, tất cả các cơ quan hành chính cấp cao từ thời Cao Ly, bao gồm Đô Bình Nghị Sứ Ty (도평의사사) và Môn Hạ Phủ (문하부), đều bị bãi bỏ, chỉ còn lại Nghị Chính Phủ (의정부) với tư cách là cơ quan tối cao duy nhất, phụ trách toàn bộ các quan chức và công việc hành chính.
Đồng thời, quyền quản lý nhân sự và các con dấu của Thượng Thụy Ty (상서사) được chuyển giao cho Lại tào (이조) và Binh tào (병조). Quyền hạn Lục tào (육조) cũng được mở rộng. Chức danh Điển Thư (전서) và Nghị Lang (의랑) trong Lục tào được nâng cấp thành Phán Thư (판서) và Tham Nghị (참의), cho phép Lục tào tham gia trực tiếp vào các công việc triều đình. Quy định về phân công nhiệm vụ Lục tào cũng được thiết lập, khiến cơ quan này đảm nhận toàn bộ công việc hành chính của triều đình.
Năm 1409, Đôn Ninh Phủ (돈령부) được thành lập nhằm hạn chế các thành viên hoàng tộc và thân tộc tham gia chính trị. Sau đó, các cơ quan như Phò Mã Phủ (부마부) cũng được thành lập. Năm 1414, quy định về việc báo cáo các vấn đề hành chính cho Nghị Chính Phủ bị bãi bỏ. Trừ các sự kiện trọng đại triều đình, Lục tào được phép trực tiếp báo cáo lên nhà vua mà không cần thông qua Nghị Chính Phủ. Quyền hạn của Lục tào ngày càng lớn, dẫn đến việc Thái Tông giao các tào cho Tả nghị chính (좌의정) và Hữu nghị chính (우의정) quản lý.
Năm 1436, quy định rằng mọi công việc của Lục tào phải báo cáo cho Nghị Chính Phủ để họp bàn và trình vua. Năm 1466, sau cuộc cải cách lớn, Kinh Quốc Đại Điển (경국대전) được biên soạn, thiết lập cấu trúc chính quyền ổn định. Nghị Chính Phủ và Lục tào trở thành các cơ quan chính trong hệ thống hành chính. Các cơ quan đặc biệt như Nghĩa Cấm Phủ (의금부), Thừa Chính Viện (승정원), Hoằng Văn Quán (홍문관), Tư Hiến Phủ (사헌부), và Tư Gián Viện (사간원) được thiết lập để hỗ trợ nhà vua. Cơ cấu chính quyền trung ương này đã củng cố quyền lực tập trung vào triều đình, tạo nên một thể chế chính trị tập quyền xung quanh nhà vua.
Bên cạnh đó, các cơ quan như Tông Thân Phủ (종친부), Đôn Ninh Phủ (돈령부), Nghi Tân Phủ (의빈부), và Trung Huân Phủ (충훈부) được lập ra để ưu đãi hoàng tộc và công thần.

### Thời kỳ giữa
Trong thời vua Minh Tông, khi các cuộc xâm nhập của hải tặc Nhật Bản và bộ tộc Nữ Chân ngày càng gia tăng, Bị Biên Ty (비변사) được thành lập. Ban đầu, Bị Biên Ty là một cơ quan tạm thời, tập trung vào việc thảo luận các vấn đề quân sự dưới sự lãnh đạo các quan đại thần giữ chức Tri Biên Ty Tể Tướng (지변사재상).
Tuy nhiên, sau cuộc chiến Nhâm Thìn Oa Loạn (임진왜란), cấu trúc cai trị triều đình bị thay đổi đáng kể. Bị Biên Ty trở thành cơ quan thường trực, dẫn đến việc Nghị Chính Phủ (의정부) dần trở nên hình thức và mất quyền lực thực tế, trong khi quyền lực quốc gia bị tập trung vào tay Bị Biên Ty. Cơ quan này từ một tổ chức chuyên trách quân sự đã mở rộng phạm vi quyền lực để bao quát hầu hết các vấn đề quốc sự.
Bị Biên Ty trở thành nơi hội họp của các quan chức cấp cao, bao gồm 3 Nghị Chính, 5 tào Phán Thư (trừ Công tào), Đại tướng của 5 quân doanh (군영), Lưu Thủ (유수) , Đại Đề học Thành Quân Quán (성균관대제학), và các cựu quan chức hoặc quan chức đương nhiệm có năng lực trong lĩnh vực quân sự. Hệ thống này tiếp tục tồn tại cho đến khi Hưng Tuyên đại viện quân (흥선대원군) tiến hành cải cách và bãi bỏ Bị Biên Ty trong thời kỳ cuối triều đại Joseon.

### Thời kỳ cuối
Năm 1864, Hưng Tuyên đại viện quân đã phân định rõ ràng phạm vi công việc giữa Nghị Chính Phủ (의정부) và Bị Biên Ty (비변사). Theo đó, Bị Biên Ty chỉ phụ trách các vấn đề liên quan đến quốc phòng và trị an, trong khi các công việc khác được giao lại cho Nghị Chính Phủ. Không lâu sau, Bị Biên Ty được sáp nhập vào Nghị Chính Phủ.
Tuy nhiên, khi tình hình Triều Tiên ngày càng phức tạp, nhu cầu về một cơ quan điều hành tối cao mới xuất hiện. Năm 1881, triều đình, dựa theo mô hình nhà Thanh, đã thành lập Thống Lí Cơ Vụ Nha Môn (통리기무아문) trong hoàng cung. Cơ quan này được chia thành 12 sở (십이사) để phân công công việc.
Năm 1894, trong cuộc Cải cách Giáp Ngọ, một loạt cải tổ lớn mang tính căn bản đã được thực hiện. Triều đình chia tách Cung Trung (궁중) và Phủ Trung (부중), thành lập Cung Nội Phủ (궁내부) để quản lý các vấn đề liên quan đến hoàng gia. Dưới Nghị Chính Phủ, 8 bộ mới được thành lập, gồm: Nội vụ (내무), Ngoại vụ (외무), Tài chính (탁지), Quân sự (군무), Tư pháp (법무), Giáo dục (학무), Công nghiệp (공무), và Nông thương (농상무). Ngoài ra, các cơ quan phụ thuộc như Quân Quốc Cơ vụ sứ (군국기무처), Đô Sát viện (도찰원), Trung Thư Viện (중추원), Nghĩa Cấm Ty (의금사), Hội kế Thâm tra viên (회계심사원), và Cảnh vụ sảnh (경무청) cũng được thiết lập. Dưới Cung Nội Phủ, các cơ quan đặc trách các công việc của hoàng gia cũng được tổ chức lại. Người đứng đầu Nghị Chính Phủ được gọi là Tổng lý Đại thần (총리대신), còn người đứng đầu Cung Nội Phủ và 8 bộ gọi là Đại thần (대신).
Sau cải cách Giáp Ngọ, cơ cấu chính quyền tiếp tục thay đổi nhiều lần cho đến năm 1910 khi Triều Tiên bị sáp nhập vào Nhật Bản (한일합방), đánh dấu sự kết thúc triều đại Triều Tiên.